# Centre de contrôle océanique de New York
 (septembre 2016).
Si vous disposez d'ouvrages ou d'articles de référence ou si vous connaissez des sites web de qualité traitant du thème abordé ici, merci de compléter l'article en donnant les références utiles à sa vérifiabilité et en les liant à la section « Notes et références ».

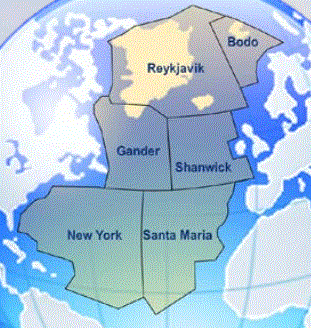
Zones de contrôles océaniques de l'Atlantique Nord en 2007..

Le centre de contrôle océanique de New York est un centre régional de contrôle de la circulation aérienne responsable d'une portion de l'espace aérien au-dessus du nord-ouest de l'océan Atlantique. Les installations sont situées dans l'État de New York, aux États-Unis.